# Standortschießanlage

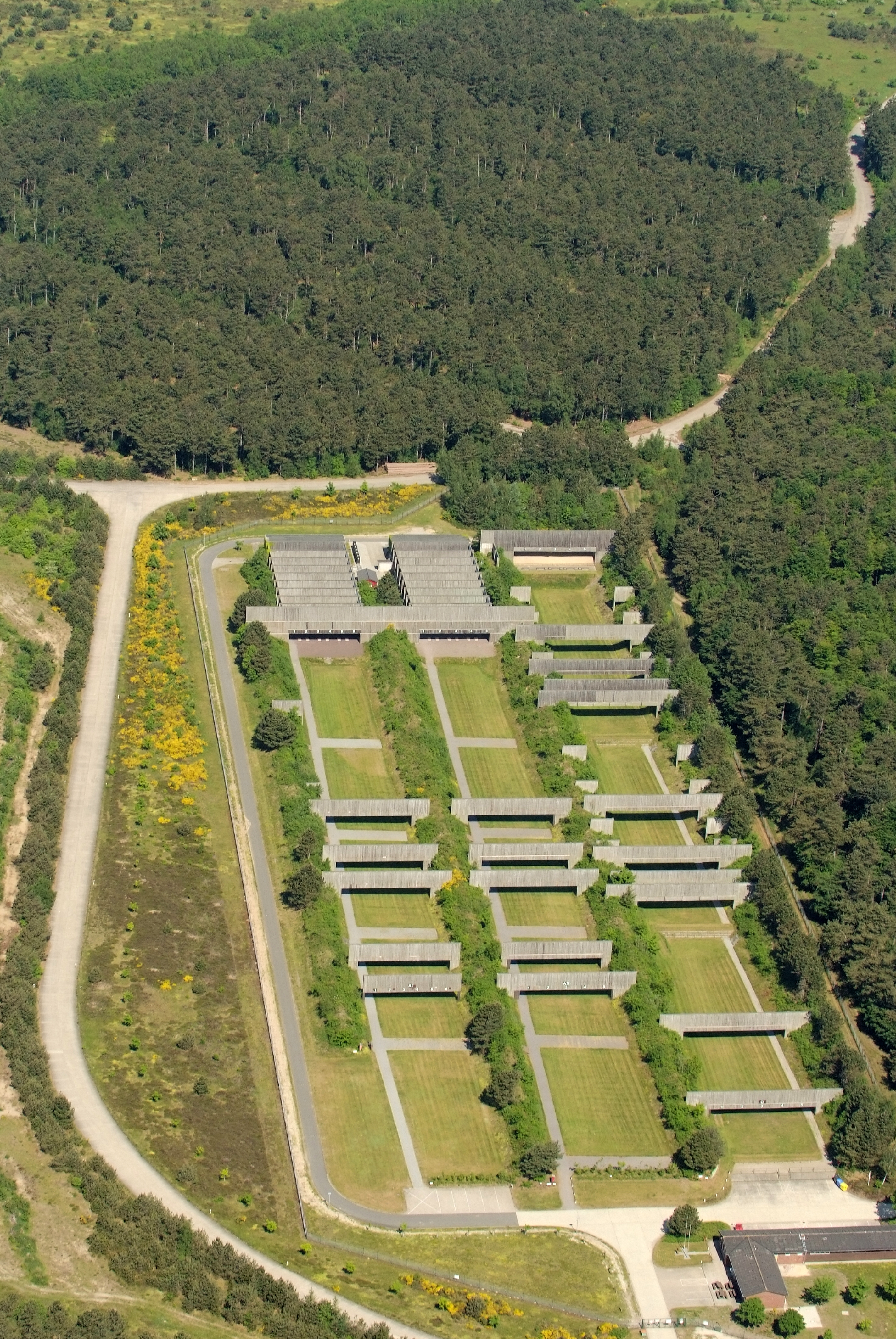
Standortschießanlage mit drei Schießständen (Cuxhaven-Altenwalde, 2012)

Eine Standortschießanlage (StOSchAnl) ist eine militärische Einrichtung der Bundeswehr. Sie soll Truppenteilen eines Standortes die Durchführung von Schulschießen mit Handwaffen und Panzerabwehrhandwaffen sowie von Übungen der vorbereitenden Schießausbildung mit Bordwaffen und Feldkanonen ermöglichen. Wird eine Schießanlage von mehreren Standorten genutzt, spricht man von Sammelstandortschießanlage (SaStOSchAnl).  Gefechtsschießen finden auf Truppenübungsplätzen statt.
Der Standortälteste regelt die Benutzung der Standortschießanlage durch den Erlass von Benutzungsbestimmungen. Betreiber ist das Bundeswehr-Dienstleistungszentrum (BwDLZ). Dieses verwaltet und bewirtschaftet die Standortschießanlage einschließlich ihrer Infrastruktur, schafft die Voraussetzungen für die militärische Nutzung und unterstützt den Standortältesten und den Kasernenkommandanten. Zum Betrieb stellt das BwDLZ einen Schießstandwart. Eine sogenannte Kleine Schießstandkommission überprüft mindestens einmal jährlich die im Betrieb befindlichen Standortschießanlagen nach schießsicherheits- und bautechnischen Aspekten. Der Neubau von Standortschießanlagen bedarf einer immissionsschutzrechtlichen Genehmigung.
Auf Standortschießanlagen gibt es Schießstände der Typen A bis D, die teilweise mit elektrischen Klappfallscheibenanlagen ausgestattet sind. Eine Beschreibung der verschiedenen Schießstandtypen und deren Nutzungsmöglichkeiten enthält die Zentralrichtlinie A2-222/0-0-4750 „Schießen mit Handwaffen“ und die „Grundsätzliche Militärische Infrastrukturforderung für Standortschießanlagen“ (GMIF StOSchAnl). Das Funktionsgebäude umfasst in der Regel eine Werkstatt mit Lager, WC-Anlagen, einen Aufenthaltsbereich und ein Kaltlager. Stand 2019 hat die Bundeswehr 79 StoSAnl.
Nach dem Ende des Kalten Krieges und der damit einhergehenden Reduzierung der Bundeswehr wurden zahlreiche Standorte und damit auch Standortschießanlagen geschlossen. Allerdings soll für das Panzerpionierbataillon 701 in Gera eine neue Anlage im Zeitzer Forst gebaut werden.